# Haus der Kulturen der Welt
Lo Haus der Kulturen der Welt ("La casa delle culture del mondo") è un edificio di Berlino, nel quartiere di Tiergarten.
L'edificio si trova all'interno del Großer Tiergarten, sulle sponde del fiume Sprea, vicino al Palazzo del Reichstag.

## Storia

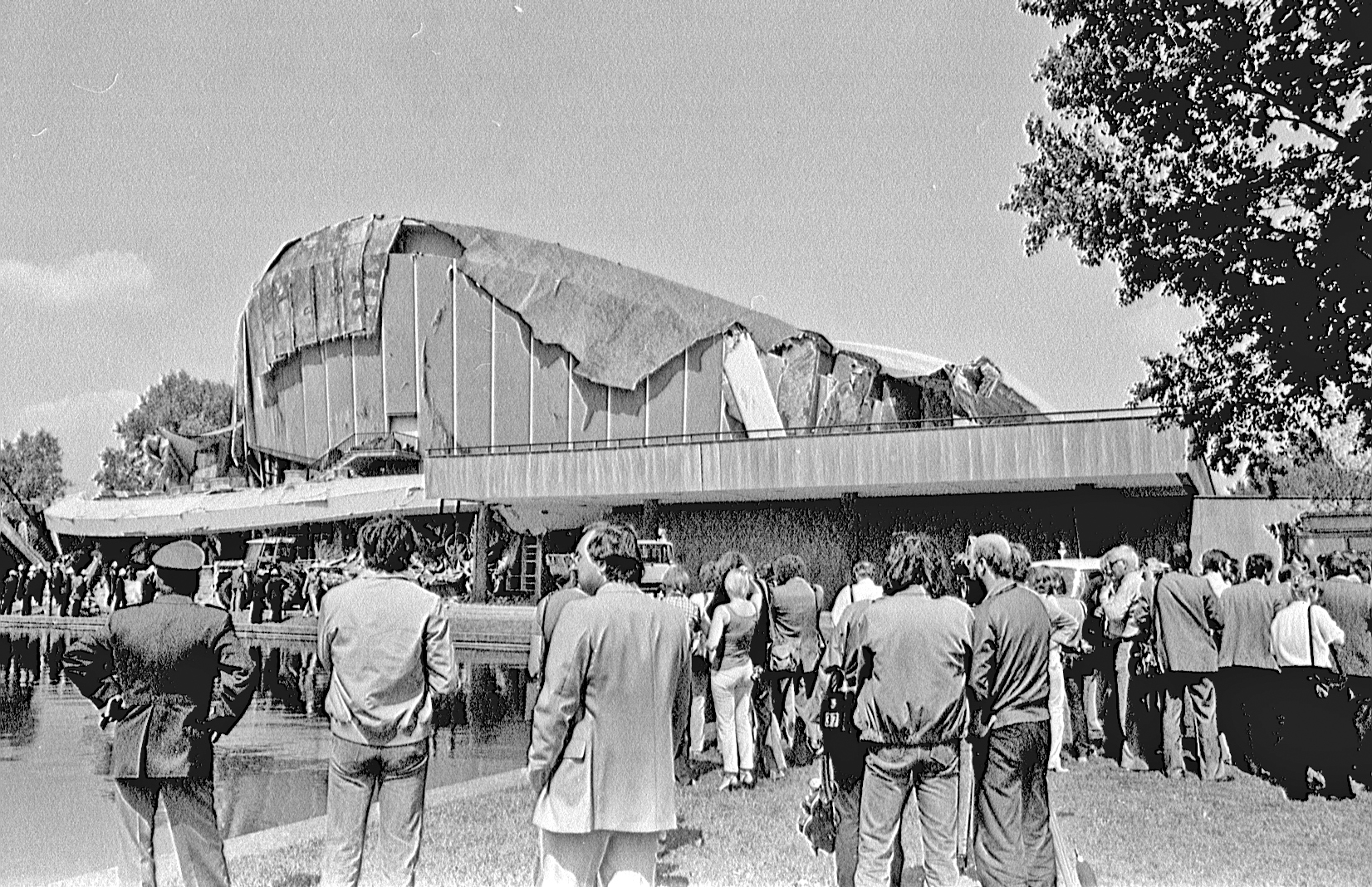
Il crollo del 1980

Fu costruito fra il 1956 e il 1957 su progetto dell'architetto americano Hugh Stubbins, ed era uno dei progetti presentati per la Internationale Bauhausstellung ("mostra internazionale dell'edilizia") del 1957.
Il progetto è stato co-finanziato dal governo degli Stati Uniti in simbolo dell'amicizia tedesco-americana. John F. Kennedy ha parlato nella Haus der Kulturen der Welt durante la sua visita del giugno 1963 a Berlino Ovest. Per la sua forma particolare è conosciuto anche come Schwangere Auster ("ostrica gravida"). La vasca all'ingresso dell'edificio ospita una scultura di Henry Moore.
Il tetto dell'edificio crollò nel 1980 e fu ricostruito nel 1987 in forma modificata. I tre piani dell'edificio ospitano una grande sala di ricevimento, un bar, un teatro con 400 posti e sale per conferenze e incontri. La sala congressi è un simbolo architettonico della modernità occidentale.

### Utilizzo

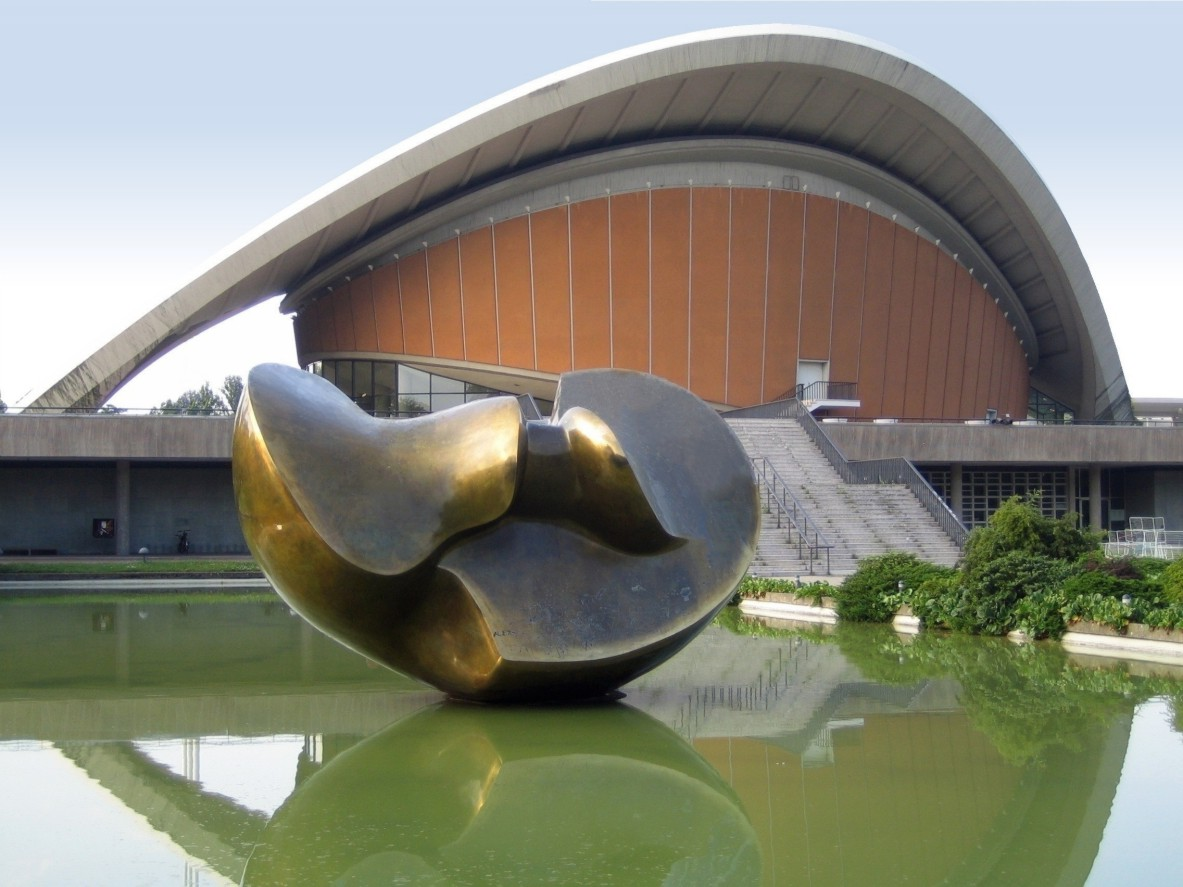
L'opera di Henry Moore

Originariamente era stato concepito come centro congressi, invece oggi è utilizzato come centro culturale e vi si organizzano eventi e spettacoli di arte, ponendo in dialogo intra-sociale le culture di tutto il mondo, in particolare Africa, Asia e America Latina. Collabora con università nazionali e internazionali, musei e altre istituzioni culturali. Per il suo rilievo qualitativo nazionale e internazionale è uno dei "fari culturali" (Kulturelle Leuchttürme), che riceve finanziamenti dal governo federale. Fa parte degli eventi culturali della società della Federazione di Berlino GmbH. Ospita anche il Film Festival Internazionale (Berlinale) e assegna dal 2009 l'Internationaler Literaturpreis. Gli eventi organizzati toccano diversi campi: film, arte, letteratura, scienza, moda, design, musica, new media, performance e teatro.